# Гангос
Гангос — пресноводное озеро на территории городского поселения Зеленоборского Кандалакшского района Мурманской области.

## Общие сведения
Площадь озера — 3,3 км², площадь водосборного бассейна — 45,8 км². Располагается на высоте 36 метров над уровнем моря.
Форма озера лопастная, продолговатая: оно более чем на семь километров вытянуто с северо-запада на юго-восток. Берега изрезанные, каменисто-песчаные, местами заболоченные.
Из юго-восточного залива озера безымянная протока, впадающая в озеро Серяк, через которое протекает река Ковда, впадающая, в свою очередь, в Белое море.
В озере расположено около двух десятков безымянных островов различной площади, рассредоточенных по всей площади водоёма.
Вдоль юго-западного берега озера проходит линия железной дороги Санкт-Петербург — Мурманск.
Населённые пункты вблизи водоёма отсутствуют.
Код объекта в государственном водном реестре — 02020000611102000001891.